# Enver Shehu
Enver Shehu (ur. 24 stycznia 1934 w Tiranie, zm. 22 października 2009 tamże) – albański piłkarz i trener piłkarski, w 1957 roku reprezentant Albanii, król strzelców Kategorii e Parë z 1958 roku.